# Lutz Schwalbach

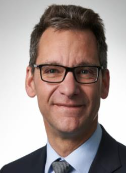
Lutz Schwalbach (2022)

Lutz Schwalbach (* 10. Juni 1966 in Wiesbaden) ist ein deutscher Autor und Dozent.

## Leben
Lutz Schwalbach studierte allgemeinen Maschinenbau an der technischen Hochschule Karlsruhe (TH). Berufsbegleitend absolvierte er ein Studium des Wirtschaftsingenieurwesens an der Fachhochschule Zweibrücken und erwarb den Master of Business and Administration an der Hochschule Kaiserslautern.
Von 1985 bis 1990 absolvierte er ein Grundstudium des allgemeinen Maschinenbaus an der Technischen Hochschule Karlsruhe (TH) mit dem Schwerpunkt Produktionstechnik bei Dieter Arnold und Hartmut Weule. Von 1992 bis 1993 folgte ein berufsbegleitendes Fernstudium an der Technischen Fachhochschule Berlin, Arbeitssicherheit bei Rainer Knigge zum Sicherheitsingenieur, von 2003 bis 2006 ein weiteres an der Hochschule Zweibrücken (HS), Wirtschaftsingenieurwesen (Vertriebsingenieur) bei Walter Ruda und Marc Piazolo zum Dipl.-Wirtsch.-Ing. (FH) sowie von 2010 bis 2012 ein berufsbegleitendes Masterstudium an der Hochschule Kaiserslautern (HS) bei Bettina Reuter zum Master of Business and Administration (MBA) mit Auslandsaufenthalt an der Óbuda Universität Budapest, Ungarn.
Die Schwerpunkte seiner Tätigkeit liegen in den Bereichen Einkauf, Materialwirtschaft und Supply Chain Management. Er begann seine berufliche Laufbahn 1990 in der Industrie als Einkaufs- und Logistikleiter in den Branchen Elektrotechnik, Baustoffe, Handel, Maschinen- und Anlagenbau sowie IT-Systemhäusern und ist darüber hinaus als Referent und Lehrbeauftragter tätig.
Im Jahr 2006 veröffentlichte Schwalbach sein erstes Buch Bestands- und Vorratssenkung, das in den ersten Jahren auf den Inhalten seiner Diplom- und Masterarbeiten basierte. 2018 setzte er sich mit Industrie 4.0 und den Auswirkungen auf den Einkauf 4.0 auseinander. In den Jahren 2021/2022 widmete er sich der Bedeutung, Wert und der Rolle des Einkaufs im Unternehmen. Aktuell beschäftigt er sich mit der Frage, wie sich Software und KI in der Beschaffung einsetzen und nutzen lassen.
Im Jahr 2021 gründete er als Start-up die Einkauf.United UG (haftungsbeschränkt) mit Sitz in Trier und dem Geschäftszweck der Wertschöpfungsgestaltung durch Mitarbeiter, Lieferanten und Prozessmanagement.

## Ehrenamt
Schwalbach engagiert sich ehrenamtlich im Verein Deutscher Ingenieure (VDI), für den Erhalt und die Pflege des Grafschafter Stadtgartens (Bürgergarten) in Trier sowie im Lions Club Trier-Basilika. Als Mitglied und Governor des Lions Distrikts MD111 MS unterstützte er zwischen 2014 und 2017 den Bau eines solarbetriebenen Tiefbrunnens in Shemsa Jamaya (Äthiopien). Später folgte ein weiteres Hilfsprojekt in Tamugh/Kenia, bei dem Tiefbrunnen zur Trinkwasserversorgung und Toilettenanlagen für 4.000 Einwohner und neun Schulen mit insgesamt 1.500 Kindern errichtet wurden. Im Jahr 2022 initiierte er das Lions-Hilfsprojekt eines mobilen Medizinbusses für 9.000 Menschen in Sansibar (Tansania), das im Juli 2023 erfolgreich abschlossen wurde. 2024 startete er ein weiteres Hilfsprojekt in der Region Gamole (Äthiopien), das die Wiederherstellung von drei Gesundheitszentren und die Förderung der Ausbildung beinhaltet.

## Publikationen
- Retail Management: Schnell und verständlich erklärt, 2025, Books on Demand, ISBN 3-8423-4605-0.
- Lieferantensuche, -bewertung und -auswahl mit Künstlicher Intelligenz im Einkauf, 2024, Books on Demand, ISBN 978-3-7583-6407-5.
- Der industrielle Einkauf der Zukunft: Homeoffice statt Bürobesuch, 2024, Books on Demand, ISBN 978-3-7583-2494-9.
- Wertschöpfung als Einkaufsfunktion, 2023, Books on Demand, ISBN 978-3-7557-3958-6.
- Katalogmanagement im industriellen Einkauf einführen, 2023, Books on Demand, ISBN 978-3-7431-6526-7.
- Preissenkungen im Einkauf, 2023, Books on Demand, ISBN 978-3-75780284 -4.
- Prozesseffizienz im Einkauf, 2022, Books on Demand, ISBN 978-3-7568-8424-7.
- Mentales Training im Einkauf, 2. Auflage, 2022, Books on Demand, ISBN 978-3-7543-9731-2.
- Einkauf schnell erklärt, 2021, Books on Demand, ISBN 978-3-7543-7411-5.
- Konflikte aus Phrasen und Weisheiten im Einkauf,2021, Books on Demand, ISBN 978-3-7543-7230-2.
- Wert und Mehrwert des Einkaufs, 2021, Books on Demand, ISBN 978-3-7557-5333-9.
- Grundlagen des Einkaufs, 2021, Books on Demand, ISBN 978-3-8423-2648-4.
- Agiles Arbeiten im Einkauf, 2021, Books on Demand, ISBN 978-3-7534-5741-3.
- Künstliche Intelligenz im Einkauf, 2021, Books on Demand, ISBN 978-3-7526-1061-1.
- Scrum im Einkauf, 2020, Books on Demand, ISBN 978-3-7519-5091-6.
- RPA, Software, Apps und IT-Applikationen im Einkauf, 2020, Books on Demand, ISBN 978-3-7526-9369-0.
- Schnittstellenmanagement des Einkaufs, 2020, Books on Demand, ISBN 978-3-7519-5457-0.
- Outsourcing der Einkaufsprozesse, 2020, Books on Demand, ISBN 978-3-7504-2485-2.
- Automatisierungen im operativen Einkauf, 2020, Books on Demand, ISBN 978-3-7504-2901-7.
- Optimierungen der Beschaffung, 2019, Books on Demand, ISBN 978-3-7494-5060-2.
- Einkauf 4.0 – Umsetzung der Digitalisierung, 2018, Books on Demand, ISBN 978-3-7528-7020-6.
- Datenpflege im Einkauf, 2018, Books on Demand, ISBN 978-3-7460-9642-1.
- Optimierung der Anzahl Lieferanten, 2018, Books on Demand, ISBN 978-3-7460-6260-0.
- Arbeitsteilung im Einkauf, 2017, Books on Demand, ISBN 978-3-7448-8733-5.
- Lean Management im Einkauf und Beschaffung, 2017, Books on Demand, ISBN 978-3-7431-6496-3.
- Verbesserung der Lieferzuverlässigkeit als Lean Management und Six Sigma Projekt, 2015, Books on Demand, ISBN 978-3-7347-7683-0.
- Liefertreue und Lieferpünktlichkeit, 2015, Books on Demand, ISBN 978-3-7347-7787-5.
- Bestands- und Vorratssenkung, 3. Auflage, 2013, Books on Demand, ISBN 978-3-8334-6715-8.
- Auswahl, Auslistung und Eliminierung von Artikeln, 2011, Books on Demand, ISBN 978-3-8423-7825-4.
- Ein deutsch-indisches Projektteam, 2. Auflage, 2021, Books on Demand, ISBN 978-3-8423-2648-4.
- Bedeutung der kommunikativen Kompetenz für Vertriebsingenieure, 2008, GRIN Verlag ISBN 978-3-640-12617-0.
- Analyse Expedia, 2007, GRIN Verlag